# آغاچ‌دره (بتلیس)
آغاچ‌دره (به ترکی استانبولی: Ağaçdere) یک منطقهٔ مسکونی در ترکیه است که در بیتلیس واقع شده‌است.